# Ya Suy
Ya Suy (sinh ngày 7 tháng 1 năm 1987) là một cựu ca sĩ người Việt Nam, anh là người chiến thắng tại cuộc thi Vietnam Idol 2012 vào ngày 1 tháng 2 năm 2013. Ya Suy giành được danh hiệu này trong ý kiến trái chiều của dư luận. Phần đông khán giả ủng hộ cho giọng ca truyền cảm, mộc mạc cũng như sự chân thật của anh, trong khi không ít cho rằng anh chưa thật sự xứng đáng về giọng hát so với người về nhì, Hoàng Quyên.

## Tiểu sử và con đường nghệ thuật ban đầu
Ya Suy là người Chu Ru, sinh ra và lớn lên tại vùng quê nghèo thuộc vùng sâu của tỉnh Lâm Đồng. Trước khi đến với Vietnam Idol, Ya Suy theo học ngành Quản lý Văn hóa của trường Cao đẳng Văn hóa nghệ thuật du lịch Nha Trang. Anh chỉ được làm quen với âm nhạc trong vỏn vẹn 30 tiết và học theo kiểu "cưỡi ngựa xem hoa".

## Vietnam Idol2012
Trong cuộc thi này, Ya Suy để lại nhiều ấn tượng với giọng hát tuy không có nhiều kĩ thuật nhưng lại rất nồng nàn, truyền cảm. Tuy phong độ nhiều lúc thất thường nhưng anh vẫn được nhiều người xem ủng hộ bởi bản tính chân thật, chân thành và sự hồn nhiên của mình.
Các ca khúc Ya Suy trình bày gây ấn tượng là Nơi tình yêu bắt đầu, Hello, Tan biến và Nơi ấy.

### Các màn trình diễn và kết quả
| Tuần          | Chủ đề                | Bài hát                                                        | Thứ tự biểu diễn | Kết quả              |
| ------------- | --------------------- | -------------------------------------------------------------- | ---------------- | -------------------- |
| Vòng sơ tuyển | Lựa chọn của thí sinh | I'm Yours                                                      | N/A              | Được chọn            |
| Vòng nhà hát  | Hát đơn ca            | Nơi tình yêu bắt đầu                                           | N/A              | Được chọn            |
| Vòng nhà hát  | Hát nhóm              | Cảm ơn cuộc đời                                                | N/A              | Được chọn            |
| Bán kết       | Ngẫu nhiên            | Trái tim bên lề                                                | 6                | Được chọn vào top 10 |
| Top 10        | Tôi là ai             | Lặng thầm một tình yêu                                         | 10               | An toàn              |
| Top 9         | Nhịp đập sôi động     | Trở về                                                         | 9                | Nguy hiểm            |
| Top 8         | We Are the World      | Hello                                                          | 4                | An toàn              |
| Top 7         | Đêm nhạc tác giả      | Anh sẽ nhớ mãi                                                 | 3                | An toàn              |
| Top 6         | Đêm nhạc tác giả      | Lại gần bên anh                                                | 1                | An toàn              |
| Top 6         | Đêm không tình ca     | Chào buổi sáng                                                 | 5                | An toàn              |
| Top 4         | Đêm hát đôi           | Tình về nơi đâu (với Hương Giang) Khúc giao mùa (với Bảo Trâm) | 1 2              | An toàn              |
| Top 3         | Đêm giám khảo         | Ngày xưa em đến Tan biến                                       | 2 5              | An toàn              |
| Top 2         | Chung kết             | Viết tình ca Nơi ấy What I've Done                             | 2 4 6            | Chiến thắng          |